# La Grande Traversée (film, 1974)
Pour les articles homonymes, voir La Grande Traversée (homonymie).
Pour plus de détails, voir Fiche technique et Distribution.
La Grande Traversée (The Dove) est un film américain réalisé par Charles Jarrott et sorti en 1974. Il s'agit d'une adaptation du roman Dove de Robin Lee Graham (en) (1972), relatant la vraie vie de l'auteur.

## Synopsis
Robin Lee Graham (en), jeune Américain de seize ans, embarque dans un voilier sloop en Californie. Il veut devenir la plus jeune personne à faire le tour du monde en solo. Il a planifié le voyage avec son père, un marin, durant des années.
Au cours d'une escale, il rencontre et tombe amoureux de Patti Ratteree. Après de nombreuses plaisanteries, Patti décide de suivre Graham tout au long de son long voyage. Elle le retrouve aux îles Fidji, en Australie, en Afrique du Sud, au Panama et aux îles Galápagos.
Via la navigation, Graham vit de nombreuses aventures sur la mer et sur la terre. Il gagne en maturité et passe de l'adolescence à l'âge adulte. Graham trouve que le voyage est une expérience solitaire, surtout quand le vent s'abat sur lui en haute mer. À un moment donné, il veut vraiment abandonner le voyage, mais Patti (devenue entre-temps son épouse) et son père l'encouragent à continuer.

## Fiche technique
- Titre français : La Grande Traversée
- Titre alternatif en français : La Colombe[3]
- Titre original : The Dove
- Réalisation : Charles Jarrott
- Scénario : Peter S. Beagle[1] et Adam Kennedy, d'après l'ouvrage Dove de Robin Lee Graham (en) et Derek Gill (1972) (publié en France en 1973)[4]
- Musique : John Barry
- Direction artistique : Peter Lamont
- Photographie : Sven Nykvist
- Montage : John Jympson
- Producteur : Gregory Peck ; Milton Forman (producteur associé)
- Société de production : St. George
- Société de distribution : Paramount Pictures
- Pays de production :  États-Unis
- Langue originale : anglais
- Format : couleur (Technicolor) — 35 mm (Panavision) — 2,35:1
- Genre : drame biographique
- Durée : 105 minutes
- Dates de sortie :
  - États-Unis : septembre 1974
  - France : 1er août 1975

## Distribution
- Joseph Bottoms : Robin Lee Graham
- Deborah Raffin : Patti Ratteree
- John McLiam : Lyle Graham
- Dabney Coleman : Charles Huntley
- John Anderson : Mike Turk
- Colby Chester : Tom Barkley
- Ivor Barry : Kenniston
- Setoki Ceinaturoga : Young Fijian
- Reverend Nikula : Minister
- Apenisa Naigulevu : Cruise Ship Captain
- John Meillon : Tim

## Distinctions

### Récompense
- Golden Globes 1975 :
  - Golden Globe de la révélation masculine de l'année pour Joseph Bottoms

### Nomination
- Golden Globes 1975 :
  - Meilleure chanson originale pour John Barry et Don Black